# Annona urbaniana
Annona urbaniana este o specie de plante angiosperme din genul Annona, familia Annonaceae, descrisă de Robert Elias Fries. Conform Catalogue of Life specia Annona urbaniana nu are subspecii cunoscute.